# IV Rzeczpospolita
IV Rzeczpospolita, IV RP – slogan polityczny, postulujący konieczność dokonania zasadniczych zmian w ustroju państwa polskiego, formułowany początkowo przez publicystów, wykorzystywany w 2005 w kampanii wyborczej m.in. przez Prawo i Sprawiedliwość oraz Lecha Kaczyńskiego, krytykujące podstawy prawne lub mechanizmy ustrojowe III Rzeczypospolitej. Oprócz tego IV RP to także określenie stosowane w mediach i przez niektórych polityków w stosunku do Polski pod rządami partii politycznej Prawo i Sprawiedliwość i jej koalicjantów.

## Historia pojęcia
Pierwszy raz pojęcia „IV Rzeczpospolita” użyto w wypowiedzi dla Dziennika Telewizyjnego 19 lipca 1989 po wyborze Wojciecha Jaruzelskiego na Prezydenta Polskiej Rzeczypospolitej Ludowej. Pojęcia tego użył ówczesny Marszałek Senatu Andrzej Stelmachowski, gdyż za III RP uważał Polską Rzeczpospolitą Ludową. Pojęcie IV Rzeczypospolitej pojawiało się jeszcze kilkukrotnie w tamtym okresie, np. reportażu o godle państwowym w 1990 roku.
Jedną z koncepcji hasła „IV Rzeczpospolita” sformułował jako pierwszy politolog i publicysta Rafał Matyja w artykule Obóz IV Rzeczypospolitej opublikowanym przez środowisko tzw. pampersów w piśmie „Debata” w 1998. Hasła użył też socjolog i publicysta Paweł Śpiewak na łamach „Rzeczpospolitej” w artykule Koniec złudzeń z 23 stycznia 2003, napisanym po ujawnieniu afery Rywina.

Myślenie o IV Rzeczypospolitej nie wynika z kaprysu znudzonego umysłu czy z woluntarystyczno-rewolucyjnych sympatii. Wynika z przekonania, że grozi nam nawet nie tyle katastrofa, ile miernota, prowincjonalizm, dryfowanie, poczucie bezradności, a przede wszystkim próżnia władzy

Ponadto w czerwcu 2005 r. ukazała się nakładem wydawnictwa SuperNOWA powieść sensacyjna pt. „IV Rzeczpospolita”, w której autor (Grzegorz Mathea) przedstawił koncepcję nowej konstytucji.
W czasie kampanii wyborczej do polskiego parlamentu w roku 2005 pojęcie „IV Rzeczpospolita” było wykorzystywane przez Platformę Obywatelską, Polskie Stronnictwo Ludowe, 
Ligę Polskich Rodzin i Prawo i Sprawiedliwość. Swoją koncepcję zmian PiS zawarł w dwunastu tezach konstytucyjnych.

### III Rzeczpospolita a tzw. „IV Rzeczpospolita”
W koncepcjach tzw. „IV Rzeczypospolitej” zakładano m.in.:
- odnowę moralną w życiu publicznym[16][24]
- oparcie o tradycje narodowe i demokratyczne[24]
- odbudowę zaufania społecznego do instytucji państwa, prawa, parlamentu, administracji, rynku gospodarczego[19]
- konieczność stworzenia od nowa wielu praw i instytucji, likwidację zbędnych urzędów[25]
- zwalczanie przez władze korupcji[16]
- likwidację komunistycznej agentury w służbach specjalnych[16]
- szczególną opiekę prawną nad rodziną jako podstawową instytucją życia społecznego[24]
- solidarność społeczną (hasło „Polski solidarnej” Lecha Kaczyńskiego, w opozycji do tzw. „liberalnego eksperymentu”)
- nadrzędność polskiego prawa konstytucyjnego nad międzynarodowym

Wśród niekorzystnych zjawisk zaistniałych w III Rzeczypospolitej (po 1989 roku) wymieniano:
- uznanie pełnej ciągłości państwowej i prawnej między PRL a III RP, przyjęcie takiego sposobu transformacji gospodarczej i politycznej, który ochronił grupy rządzące w PRL, utrzymał ich przywileje i odsunął demokratyczne wybory aż do jesieni 1991 (Rafał Matyja)[18]
- brak lustracji, brak dyskusji o wartościach, na których miało się oprzeć niepodległe państwo (Władysław Frasyniuk: Mam pretensję do „Gazety Wyborczej” o to, że młodzi ludzie mogli się z niej dowiedzieć więcej o Jaruzelskim i Kiszczaku niż o bohaterach solidarnościowego podziemia)[26]
- podporządkowanie tworzenia mechanizmów demokratycznego państwa doraźnym interesom (Chora logika „wojny na górze” sprawiła, że najpierw wybrano prezydenta, a później dopiero zastanawiano się nad jego ustrojową pozycją. Skończyło się to dziwacznym rozejmem, zwanym małą konstytucją. Prawdziwej konstytucji doczekała się Polska jako ostatni z krajów byłego obozu sowieckiego)[25]
- nieefektywny ustrój, zbyt liczne Sejm i Senat oraz rady w samorządach lokalnych, niepotrzebny szczebel powiatowy w administracji (W momencie historycznych zmian, wymagających silnego i sprawnego przywództwa, mamy ustrój, w którym szalenie trudno przeforsować jakąkolwiek reformę, za to łatwo każdą inicjatywę sparaliżować)[25]
- demoralizację elit politycznych, mnożenie przywilejów i synekur, brak poszanowania polityków dla prawa – skutkujące kryzysem zaufania społecznego[19][25]
- nadmierne upartyjnienie państwa, obsadzanie stanowisk z pominięciem procedury konkursowej, instrumentalne traktowanie służby cywilnej[27] (Paweł Śpiewak: Kolejny rząd, po objęciu władzy zaczyna najpierw od wyrzucania dawnych prokuratorów i mianowania swoich, zapewne nie mniej rzetelnych i nie mniej lojalnych wobec politycznych mocodawców. W Polsce wszystko zostało upartyjnione (znam przypadki wyrzucania woźnych, bo nie są z właściwej partii))[19]
- fasadowość demokracji, sprowadzenie polityki do gry interesów (Paweł Śpiewak: partia polityczna zamienia się w reprezentację grup interesu i ginie jej związek z wyborcami)[19], zawłaszczanie przez polityków mediów publicznych
- patologiczne powiązania polityki, biznesu i mediów (Rafał Matyja: Coraz bardziej rozproszona władza państwowa nie trafia w Polsce w ręce lojalnej „biurokracji konstytucyjnej”, lecz mętnych układów tworzących się na przecięciu polityki, administracji, gospodarki i świata kryminalnego)[18][16] – ujawnione m.in. w trakcie prac nad ustawą o biopaliwach i ustawą medialną oraz szerzej po aferze Rywina[19]
- nieskuteczność istniejących regulacji prawnych mających ograniczać korupcję
- nadmiar regulacji i pilnujących ich urzędów, rozmnożone ponad miarę agencje rządowe i fundusze celowe[25]
- skorumpowanie i bezwzględność działania polskiego aparatu skarbowego (sprawa Romana Kluski), zbyt skomplikowany system podatkowy, zmiany przepisów, niespójność ich interpretacji[25]
- fasadowość niektórych reform, wstrzymywanie prywatyzacji i podporządkowywanie jej bieżącym potrzebom budżetowym (Dziwaczna forma własności, jaką jest jednoosobowa spółka skarbu państwa, miała być etapem przejściowym podczas prywatyzacji przedsiębiorstw państwowych. Stała się częścią latyfundiów władzy, eksploatowanych na wiele sposobów. Rady nadzorcze dostarczają synekur dla rodzin i przyjaciół wszelkiej maści polityków)
- zatrudnianie w instytucjach rządowych funkcjonariuszy aparatu bezpieczeństwa PRL (SB, ZOMO)[27]
- brak zdolności państwa do rozwiązywania problemów społecznych[16]

## Określenie i realizacja idei „IV Rzeczypospolitej” z różnych punktów widzenia
Prawo i Sprawiedliwość po raz pierwszy wykorzystało określenie „IV Rzeczpospolita” w czasie kampanii wyborczej do polskiego parlamentu w roku 2005. Swoją koncepcję zmian PiS zawarł w dwunastu tezach konstytucyjnych. Partia ta oraz środowiska z nią związane poddawały krytyce większość rządów z lat 1989–2005, oprócz rządu Jana Olszewskiego, którego ich zdaniem tzw. „układ” rządzący Polską doprowadził do odwołania tego rządu. „Układ” zdaniem polityków PiS przy pomocy WSI oraz byłych agentów SB zablokował lustrację oraz dekomunizację kraju, doprowadził też do rozkwitu korupcji w kraju. Odpowiedzią na ten stan rzeczy miała być IV Rzeczpospolita, mająca powstać po zmianie konstytucji. Zapowiadana przez PiS zmiana konstytucji ostatecznie nie nastąpiła, co było bezpośrednim skutkiem braku 2/3 posłów (sprzeciw PO i SLD) wymaganej do zmian w konstytucji. Jednak w okresie rządów PiS-u zlikwidowano WSI oraz powołano mające zajmować się walką z korupcją Centralne Biuro Antykorupcyjne, przy czym obie inicjatywy wsparła większość ówczesnej opozycji, w tym Platforma Obywatelska.
Krytyka, jakiej poddawany był w tamtym czasie PiS, zdaniem prawicy miała wynikać z inicjatywy tzw. „układu” (PO, SLD), chcącego zatrzymać władzę dla własnych interesów.
Kazimierz Marcinkiewicz jako premier rządu PiS w grudniu 2005 wyraził opinię, że „IV RP” rozpoczęła się wraz z orędziem wygłoszonym przez prezydenta Lecha Kaczyńskiego przed Zgromadzeniem Narodowym, w dzień objęcia przez niego stanowiska Prezydenta RP.
Zdaniem polityków Platformy Obywatelskiej i Sojuszu Lewicy Demokratycznej początkiem „IV RP” było utworzenie koalicji rządowej przez Prawo i Sprawiedliwość, Samoobronę i LPR w 2006. Krytycy koncepcji „IV Rzeczypospolitej” w swoich wypowiedziach oskarżali ją o rzekome dopuszczanie naruszania zasad demokracji i świeckości państwa, homofobię oraz dążenie do zmienienia Polski w państwo policyjne. Zdaniem Janiny Paradowskiej PiS wykreowało „nadrzeczywistość”, w której się poruszało, mówiąc o historii III RP oraz o ówczesnych wydarzeniach politycznych.
Aleksander Kwaśniewski w imieniu Lewicy i Demokratów za koniec „IV RP” uznał 21 października 2007, czyli dzień, w którym Platforma Obywatelska wygrała wybory parlamentarne. W ten sposób nawiązał do ogłoszenia w telewizji końca komunizmu w Polsce przez Joannę Szczepkowską z 28 października 1989. Także sama Szczepkowska wygłosiła przed kamerą opinię o końcu „IV Rzeczypospolitej” i początku III RP.
W wywiadzie udzielonym tygodnikowi „Wprost” pod koniec 2007 roku prezydent Lech Kaczyński stwierdził, że „IV Rzeczpospolita nigdy nie powstała”, a jedynie „była poważna próba jej zbudowania w ostatnich dwóch latach, jednak dzieła tego nie udało się doprowadzić do końca”.
W 2009 roku Paweł Szałamacha wydał książkę IV Rzeczpospolita – pierwsza odsłona.
IV Rzeczpospolita jako określenie zaczęło być ponownie stosowane po wyborach prezydenckich i parlamentarnych z 2015 roku w mediach i przez niektórych polityków w stosunku do Polski pod rządami partii politycznej Prawo i Sprawiedliwość i jej koalicjantów (Solidarna Polska, do 2017 roku Polska Razem, w latach 2017–2021 Porozumienie i od 2021 roku Partii Republikańskiej), a w mediach pojawiły się opinie o końcu III RP po dojściu do władzy partii Prawo i Sprawiedliwość. Prezes partii politycznej Prawo i Sprawiedliwość Jarosław Kaczyński w wywiadzie dla tygodnika „Sieci” z 6 października 2024 roku uznał, że po dojściu do władzy koalicji KO-PSL-PL2050-NL i zaprzysiężeniu trzeciego rządu Donalda Tuska przez prezydenta RP Andrzeja Dudę w dniu 13 grudnia 2023 roku i działania związane ze zmianami w mediach publicznych i Prokuraturze Krajowej jego zdaniem doprowadziły do końca III RP oraz stwierdził, że potrzebne będzie uchwalenie nowej Konstytucji RP.